# Bezirk Znaim
Der Bezirk Znaim war ein Politischer Bezirk in der Markgrafschaft Mähren. Sitz der Bezirkshauptmannschaft war die Stadt Znaim (Znojmo). Das Gebiet gehörte seit 1918 zur neu gegründeten Tschechoslowakei. Die Stadt Znaim bildete einen eigenen Bezirk.

## Geschichte
Die modernen, politischen Bezirke der Habsburgermonarchie wurden 1868 im Zuge der Trennung der politischen von der judikativen Verwaltung geschaffen.
Der Bezirk Znaim wurde 1868 aus den Gerichtsbezirken Znaim (Umgebung), Budwitz, Frain und Joslowitz gebildet. Zur Zeit seiner Entstehung lebten im Bezirk Znaim 91.443 Einwohner auf einer Fläche von 25,5 Quadratmeilen.
1880 lebten im Bezirk Znaim 93.794 Personen (45.546 männlich und 48.248 weiblich). Von der einheimischen Bevölkerung hatten 53.204 Deutsch und 39.700 Tschechisch als Umgangssprache angegeben.
1890 lebten im Bezirk Znaim 96.785 Personen (46.910 männlich und 49.875 weiblich). Von der einheimischen Bevölkerung hatten 54.916 Deutsch und 41.675 Tschechisch als Umgangssprache angegeben.
1910 lebten im Bezirk Znaim 76.207 Menschen. Davon hatten 75.230 die österreichische Staatsbürgerschaft. Von den österreichischen Staatsbürgern gaben 57.773 Deutsch und 17.408 Tschechisch als Umgangssprache an. Der Gerichtsbezirk Budwitz gehörte nicht mehr zum Bezirk Znaim. Die Fläche betrug 1013,84 km2.

## Gemeinden
Der Bezirk Znaim umfasste 1890 folgende Gemeinden:
1. Im Gerichtsbezirk Budwitz: Ober-Aujezd, Babitz (mit Bulikowitz), Bauschitz, Blann, Boniau, Boskowstein, Mährisch Budwitz (mit Hermanitz, Podoly und Wiska), Castohotitz, Cidlin, Deditz, Groß-Deschau, Domamühl, Unter-Franing (mit Ober-Franing), Gröschelmauth, Hösting, Jarmeritz (mit Lhota), Jatzkau, Kojatitz (mit Groß-Aujezd und Hornitz), Komarowitz, Krneitz, Laas, Unter-Lazan (mit Ober-Lazan), Lazinka, Lessonitz, Lesunka, Lispitz (Dorf), Lispitz (Markt), Littohorn (mit Kolowrat), Lukau, Martinkau (mit Horka), Meseritschko, Nimptschdorf, Popowitz, Prilozan, Prispach, Prokopsdorf, Ratiboritz (mit Stepanowitz und Watzanowitz), Roskosch, Schidrowitz, Schöpkowitz (mit Milatitz), Neu-Serowitz, Stepkau, Wesce, Wicenitz, Wohrazenitz, Zerkowitz
2. Im Gerichtsbezirk Frain: Chwalletitz (mit Schröffelsdorf), Edenthurn, Frain, Freistein, Ober-Fröschau, Höslowitz, Jasowitz, Kurlupp, Landschau, Liliendorf, Luggau (mit Neudorf), Milleschitz, Alt-Petrein, Neu-Petrein, Pomitsch, Schaffa (Markt), Schaffa (Israelitengemeinde), Schiltern (mit Schönwald), Stallek, Vöttau, Windschau, Wisokein, Zblowitz
3. Im Gerichtsbezirk Joslowitz: Erdberg, Frischau, Grafendorf, Groß-Grillowitz (mit Mühlhäuseln), Klein-Grillowitz, Grusbach, Höflein, Joslowitz, Mitzmans, Moskowitz, Klein-Olkowitz, Possitz, Probitz, Schönau, Groß-Tajax, Waltrowitz, Zulb (mit Gnast)
4. Im Gerichtsbezirk Znaim: Baumöhl, Bojanowitz, Bonitz, Borotitz (mit Filipsdorf), Brenditz, Cernin, Ober-Danowitz, Domschitz, Dörflitz, Durchlaß, Edelspitz (mit Klosterbruck), Edmitz, Esseklee, Frainersdorf (mit Fischhäusel), Gaiwitz, Gerstenfeld, Gnadlerdorf, Gurwitz, Hermannsdorf, Hödnitz, Jaispitz, Kaidling, Kallendorf, Deutsch-Konitz, Krawska, Kukrowitz, Lechwitz, Groß-Maispitz, Tief-Maispitz, Mannsberg, Mramotitz (mit Kasern), Mühlfraun, Naschetitz, Klein-Nemetitz, Niklowitz, Oblas, Groß-Olkowitz (mit Mausdorf), Panditz, Paulitz, Platsch, Plenkowitz, Pöltenberg, Poppitz, Proßmeritz, Pumlitz, Rausenbruck, Rudlitz, Schakwitz, Alt-Schallersdorf, Neu-Schallersdorf, Schattau, Selletitz, Strelitz, Klein-Tajax (mit Haid), Taßwitz, Teßwitz an der Wiese, Klein-Teßwitz, Töstitz, Urbau, Wainitz, Wairowitz, Weskau, Wewitz, Winau, Wolframskirchen, Zerotitz, Zerutek, Zuckerhandl